# کارل برونر
کارل برونر (۱۶ فوریه ۱۹۱۶ - ۹ می ۱۹۸۹) یک اقتصاددان سوئیسی بود. علاقهٔ عمدهٔ او در علم اقتصاد در ماهیت روال عرضهٔ پول و فلسفهٔ علم و منطق بود. او در ۱۹۴۳ به ایالات متحده نقل مکان کرد.